# Cultura Filia

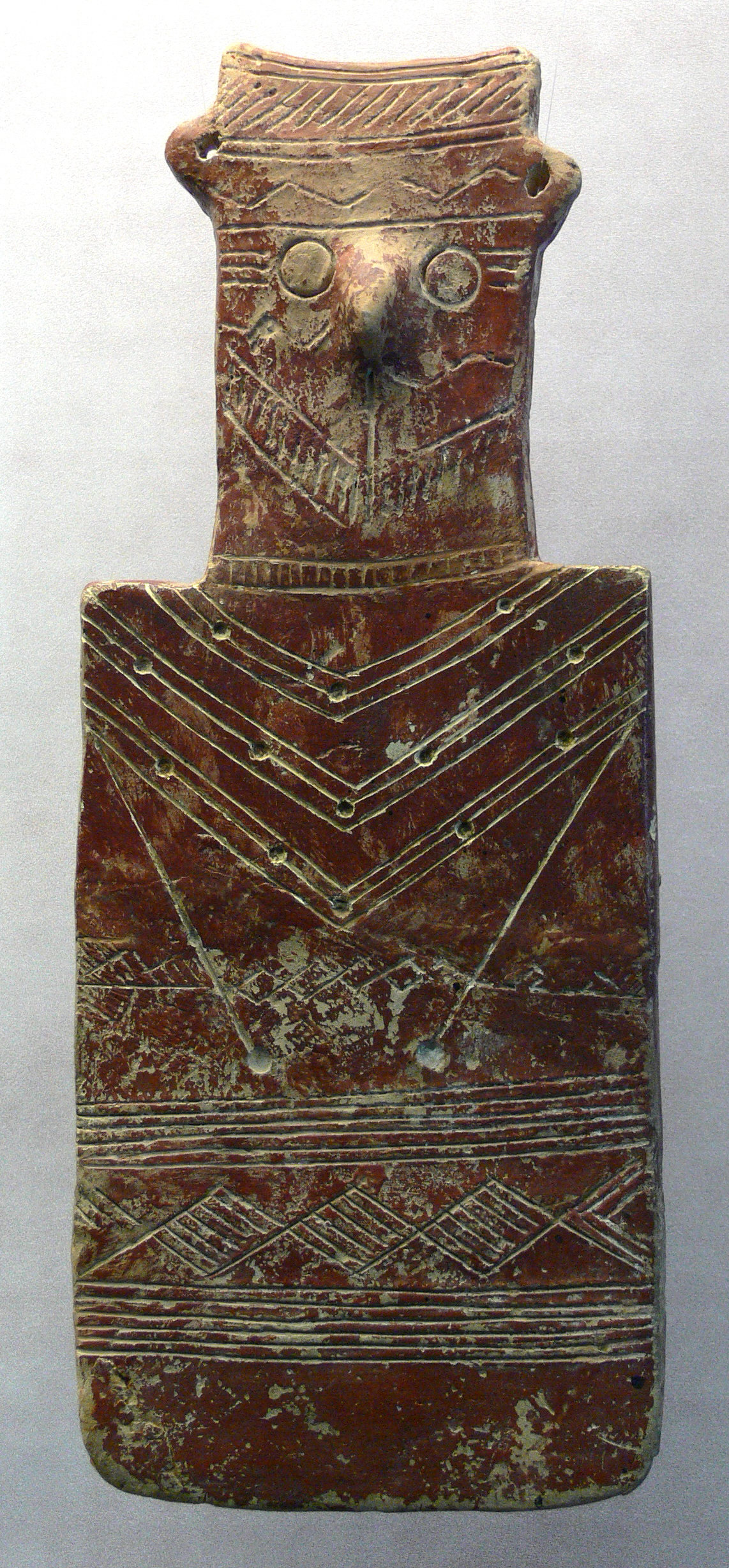
Ídolo chipriota, «Red Polished Ware» (2100–2000 a. C.). Museum zu Allerheiligen.

La cultura Filia (o grupo Filia) existió en la isla de Chipre a principios de la Edad de Bronce, entre 2450 y 2200 a. C. Deriva su nombre de su localización en Morfou, Chipre.

## Características
La cultura Filia marca la transición del calcolítico a la Edad de Bronce en la Chipre de mediados del tercer milenio a. C. Se asocia con una intrusión inicial en Chipre de grupos autónomos de Anatolia, que más tarde desarrollaron un distintivo e identificable sistema cultural.
En el decenio de 1990, la cerámica y otros hallazgos procedentes de las excavaciones de Marki Alonia aportaron nuevas pruebas para la posterior evolución de la cultura generalizada de la temprana Edad del Bronce chipriota. Se ha dilucidado que, en Marki Alonia, la fase de Filia precedió a los materiales de los primeros chipriotas I y II.
Los yacimientos arqueológicos de la fase de Filia se encuentran principalmente en la parte occidental, suroccidental y central de Chipre.

## Descubrimiento
La cultura fue identificada por primera vez por Porphyrios Dikaios en 1942 en Philia (Laksia tou Kasinou) en el valle de Ovgros de Chipre. Diakos descubrió la cerámica, conocida como Red Polished Ware, de principios de la Edad de Bronce en Chipre, que también fue encontrada en Anatolia a principios del período de la Edad de Bronce II.
Se han descubierto unos 20 asentamientos de esta cultura. Esta cultura se asocia a la llegada de migrantes de Anatolia, debido al crecimiento de la población.

## Cerámica

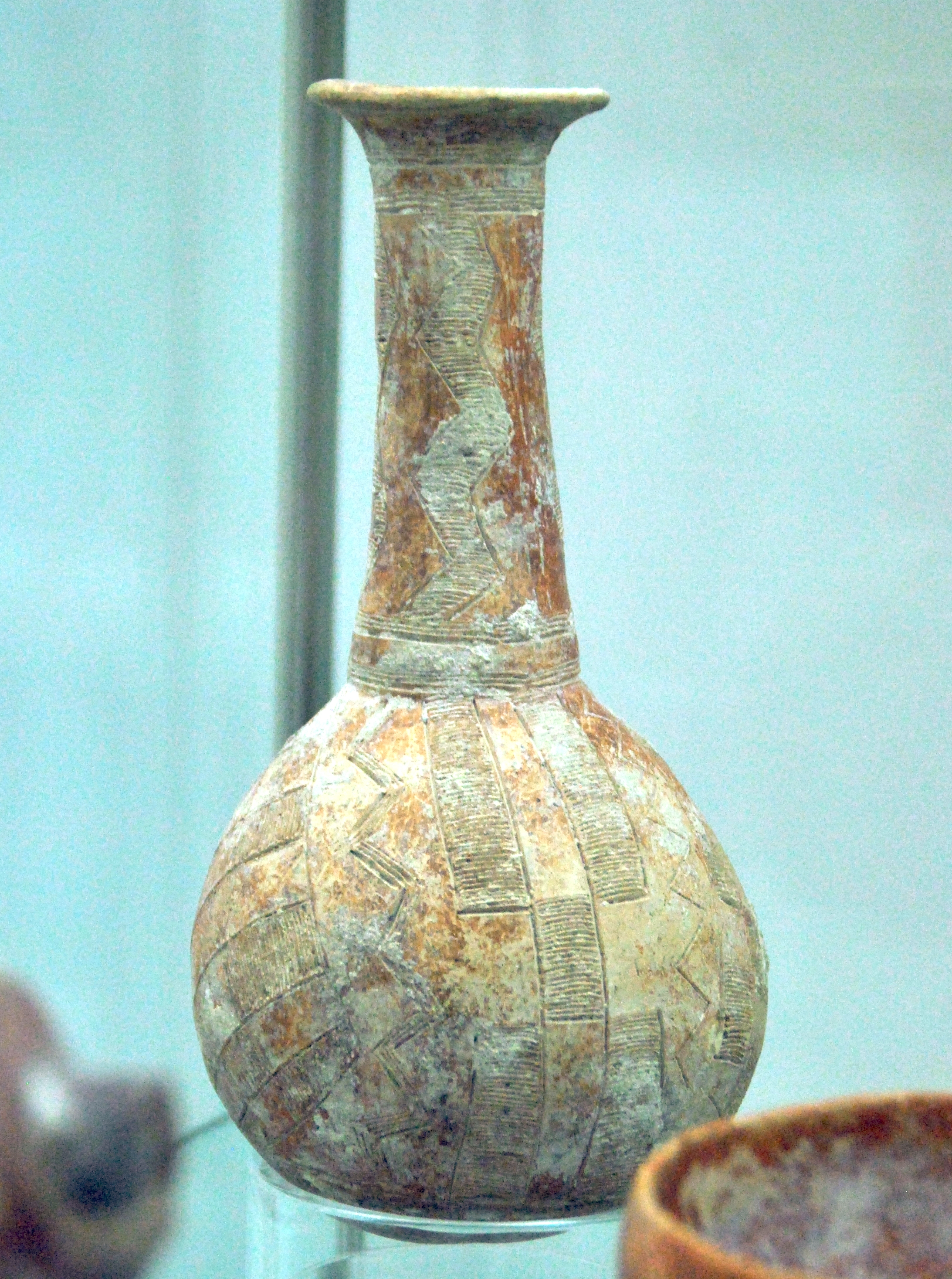
Cerámica pulida roja chipriota II-III, 2200-1700 a. C. Kiel, Alemania.

La cerámica de la Red Polished Ware («Cerámica pulida roja») supuso un cambio significativo en la cerámica de la isla; principalmente en la decoración más que en la morfología. Siempre fue hecha a mano. La vasija, ya terminada, se recubría con una mezcla de arcilla líquida y luego se pulía para dar a la pieza su importante acabado liso. La cantidad de óxido de hierro en la arcilla, combinada con las decoraciones incisas posteriores, permitía aplicar una gran variedad de decoraciones.

### Distribución geográfica de los hallazgos
Otros descubrimientos demostraron que este tipo de cerámica no se limitaba a la zona de Ugarit, ya que posteriormente se encontraron más ejemplos en la mayor parte de la isla. Los hallazgos se concentraron en la zona media de la isla, de norte a sur. Las excavaciones en Kissonerga, en el suroeste de Chipre, han descubierto más de 300 fragmentos de cerámica roja pulida, incluyendo una pequeña jarra con incisiones rellenas de cal.
El tipo que más interés ha despertado en la arqueología es una jarra globular que tiene un pico vertical cortado y que ha segudio su rastro  hasta Cilicia.
También se han encontrado hallazgos de este tipo de cerámica en otras áreas de Oriente Medio, como Tarso, Troya (Hisarlik) y otras en el oeste de Anatolia. 

### Ejemplares
Hay ejemplos de esta cerámica en Viena y en la colección Getty. El Museo Británico tiene un cuenco encontrado en una tumba en las laderas de Vounous en Chipre. Sin embargo, se cree que este cuenco en particular se utilizó originalmente para almacenar semillas secas.
En Chipre, las exposiciones se encuentran en el Museo Arqueológico del Distrito de Lárnaca, en el Museo de Chipre y en el Museo Pierides (Lárnaca).

Cerámica pulida roja
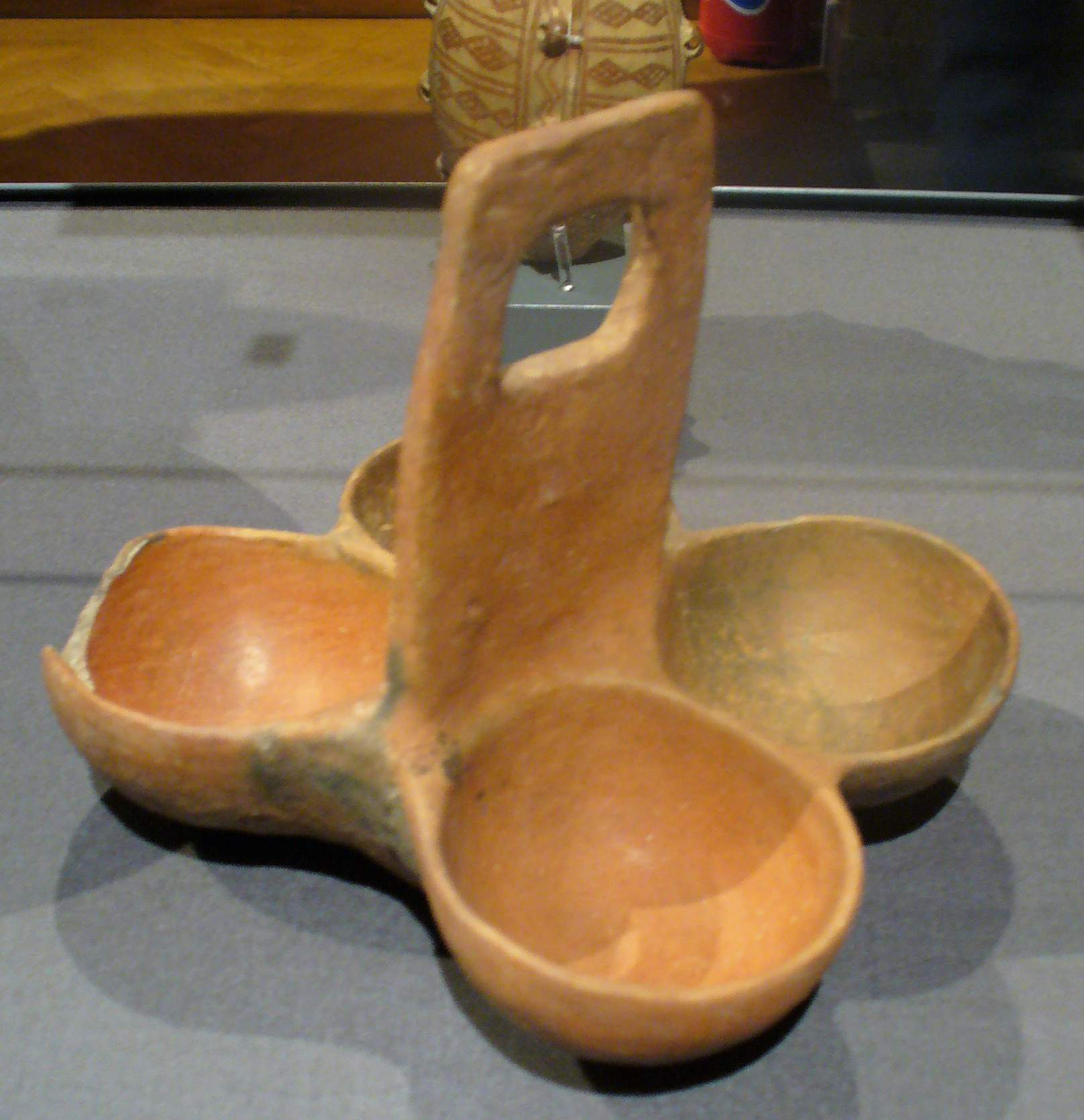
Anillo de una base Museo de Historia del Arte de Viena
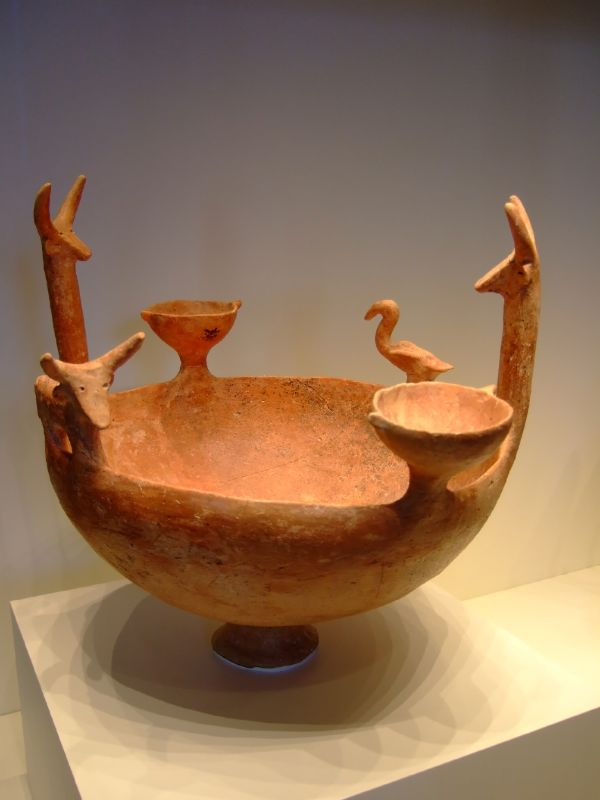
Cuenco con ganado y buitre Getty Villa, California
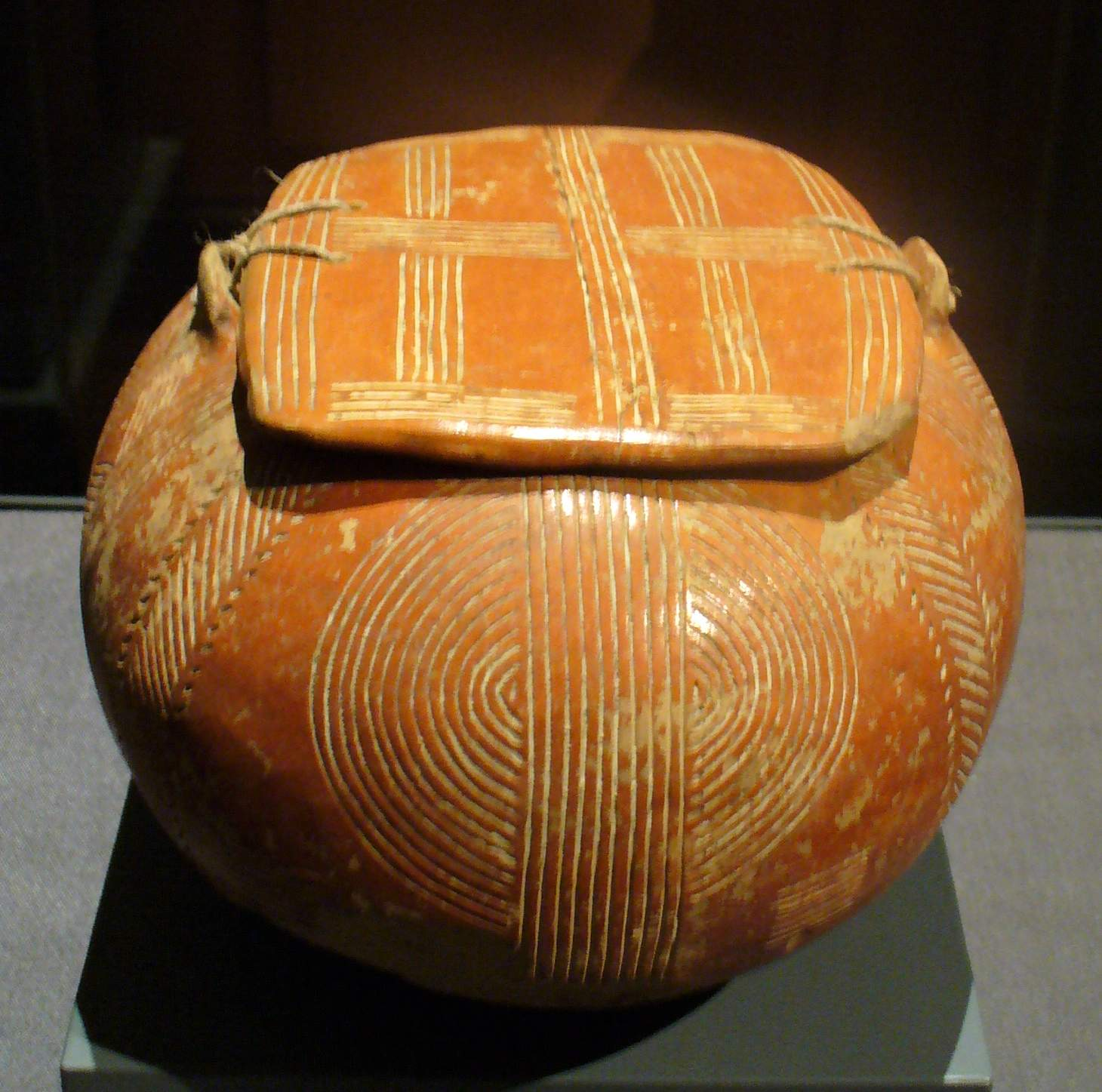
Cerámica pulida roja Museo de Historia del Arte de Viena